# Esteve Pallarols i Xirgu
Esteve Pallarols i Xirgu (Cassà de la Selva, Gironès 18 de juliol de 1900 - Barcelona, 8 de juliol de 1943) fou un anarcosindicalista català, conegut també com a José Riera.

## Biografia
Fill de Can Mercader de Cassà, va treballar com a ferroviari a la Companyia Madrid-Zaragoza-Alicante MZA. Va participar en la vaga general de 1917??. Militant de la CNT, durant la Dictadura de Primo de Rivera va marxar a Santiago de Cuba, on el 1929 participa en la formació de grups guerrillers anarquistes contraris al dictador Gerardo Machado amb Fidel Miró Solanes i Jaume Baella, raó per la qual el 1930 fou expulsat de Cuba. Aleshores marxa amb Fidel Miró a Kingston (Jamaica) fins a finals de 1931, i el 1932 tornà a Catalunya. El 1933 s'instal·là a Torelló, on va viure amb Soledat Bach i Oliveras, amb qui va tenir dues filles bessones: Joaquima (1934-1940) i Victòria (1934-2004). Treballava de recader.
El produir-se el cop d'estat del 18 de juliol de 1936 fou nomenat secretari general del Comitè Revolucionari Antifeixista de Torelló en una assemblea al teatre Cirvianum. Com a secretari del Comitè va participar en l'administració i la comptabilitat d'empreses col·lectivitzades. Després dels fets de maig de 1937 fou empresonat a Vic. Quan fou alliberat marxà a Llíria, on formà part del Comitè Peninsular de la Federació Ibèrica de Joventuts Llibertàries (FIJL) de les que en Fidel Miró Solanes era secretari general, i treballà en propietats agràries col·lectivitzades del Camp de Túria.
En acabar la guerra civil espanyola fou tancat per les tropes franquistes al camp de concentració d'Albatera, però aconseguí fugir. El 29 de març de 1939 reorganitzaria la Junta Nacional del Moviment Llibertari de la CNT, de la que en fou nomenat secretari general el mes següent. Es tractava del Primer Comitè Nacional de la CNT a la clandestinitat, format conjuntament amb Luis Úbeda Cañero, José Cervera Bermell, Leoncio Sánchez Cardete, Génesis López Claver, José Riera García "Riereta", Amadeo Casares i Júlia Mirabé Barrau "la Maña", Martí Calduch "Carambolita", i Francisco Marés. La seva principal tasca fou ajudar els represaliats i organitzar fugues de presos a través de la "Frutera Levantina", empresa de transport que li servia de tapadora. Va mantenir contactes amb Francisco Ponzán amb els dirigents de la CNT a l'exterior.
El 14 de novembre de 1939 fou detingut per la policia franquista en un cafè a València. Després de ser torturat, el 1940 fou condemnat a 18 anys de presó. Tanmateix, les autoritats franquistes de Torelló pressionaren per la celebració d'un segon judici el març de 1941. Acusat d'haver enderrocat una església a Vic durant la guerra, fou condemnat a mort i afusellat al camp de la Bota amb cinc companys més el 8 de juliol de 1943.